# Gräfenberg
Gräfenberg este un oraș din districtul Forchheim, regiunea administrativă Franconia Superioară, landul Bavaria, Germania.

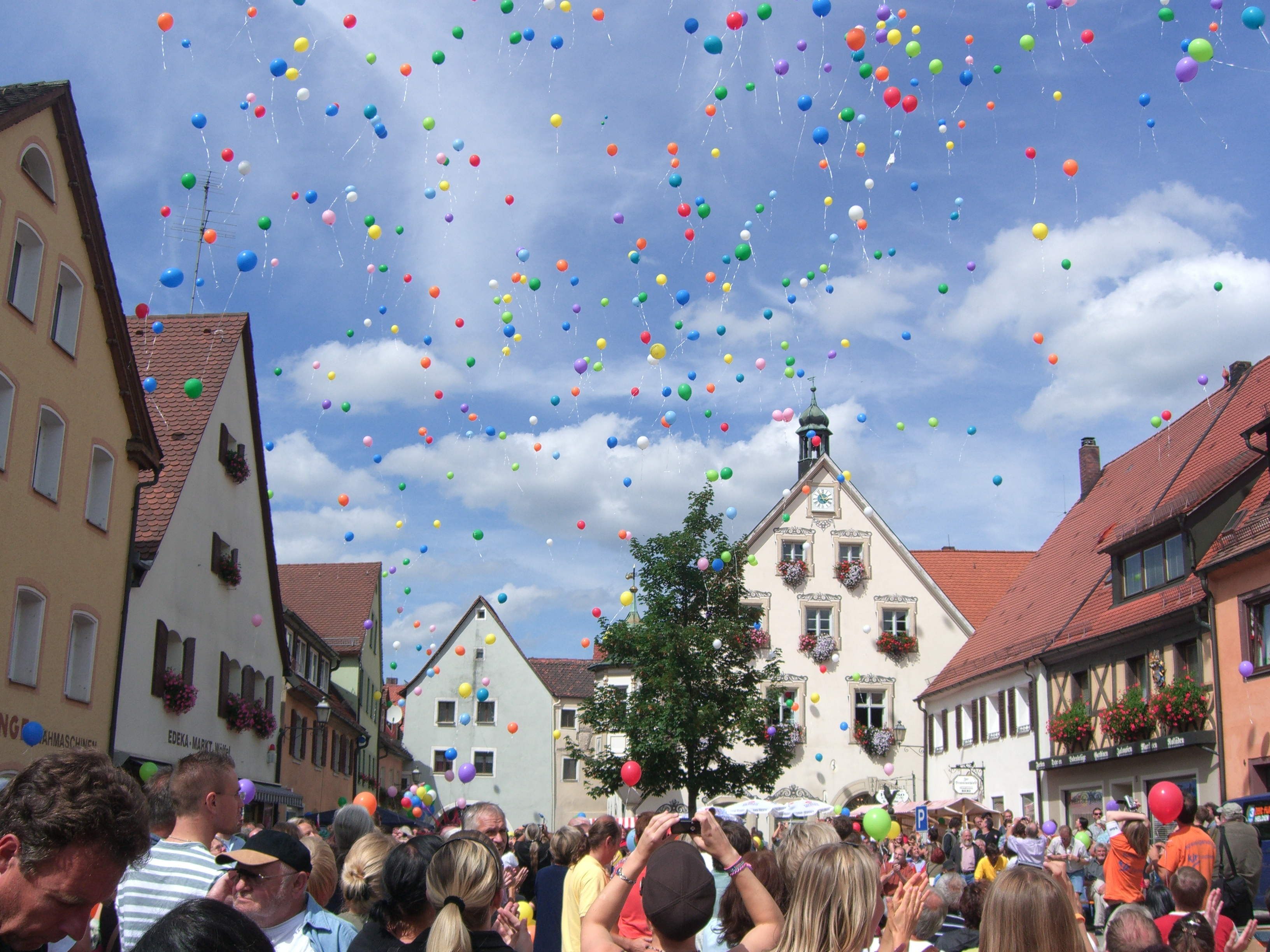
Gräfenberg